# Jonathan Heddle
Jonathan Heddle – brytyjski biolog, dr hab., profesor Małopolskiego Centrum Biotechnologii Uniwersytetu Jagiellońskiego.

## Życiorys
Obronił pracę doktorską, następnie otrzymał stopień doktora habilitowanego. 1 czerwca 2022 uzyskał tytuł profesora nauk ścisłych i przyrodniczych. Został zatrudniony na stanowisku profesora w Małopolskim Centrum Biotechnologii Uniwersytetu Jagiellońskiego.

## Wyróżnienia
- Nagroda Profesury Leverhulme[2]